# 朝鮮世祖
朝鲜世祖（：／ Joseon Sejo；1417年11月7日—1468年9月23日），朝鲜王朝的第7代国王，1455年至1468年在位。姓李，諱瑈（：／ Yi Yu），字粹之（：／ Su ji）。諡號惠莊承天體道烈文英武至德隆功聖神明睿欽肅仁孝大王（：／ Hyejang seungcheon chedo yeolmun yeongmu deok'yung seongsin meong'ye heumsuk inhyo daewang）。

## 生平
世祖初時被封為晋平大君，後來改封為咸平大君、晋陽大君，最後再改封為首陽大君。他是第三代國王太宗之孫、第四代國王世宗大王的次子、第九代國王成宗的祖父。當第五代國王、李瑈兄長文宗離世時，由文宗11歲之子端宗繼位，並由李瑈負責輔佐新君。然而，就在端宗即位的第二年（1453年），李瑈發動癸酉靖難，将2位辅助端宗的重臣皇甫仁和金宗瑞棒刑致死，并流放赐死胞弟安平大君李瑢。事後李瑈官拜「領議政府事、判吏兵曹、兼內外兵馬都統使」，冊封「奮忠仗義匡國輔祚定策靖難功臣」，掌握了朝廷的實權与兵权。在韩明浍的献计下，1455年李瑈迫端宗讓位予他，尊端宗為太上王，兩年後处决图谋复立端宗的宗室和大臣，将弟弟锦城大君李瑜、汉南君李𤥽流放后杀害前者，貶端宗為魯山君，同年將其賜死。
世祖在位期間推行了一些措施：除了肃清反对派以外，亦廢除了議政府署事制，並恢復了六曹直啟制，主要是加強中央集權的權力，以避免其他人效法他篡位奪權。世祖被朝鮮歷史學家評為一代暴君，但客觀的來說，世祖的殘暴主要是在對付政敵上，在治國方面世祖還算是不錯的君主，他透過維持強力的王權，對官制進行改革、對法制及軍制加以充實。而朝鮮王朝的基本法典《經國大典》亦在這時候開始編纂。
1468年9月23日（明成化四年九月初八日、世祖十三年九月初八日），饱受病痛折磨的世祖禪位于其子睿宗，次日在寿康宫（今首爾特別市昌庆宫）正殿——明政殿去世，在位十三年，享年五十二岁，明朝賜諡号惠莊，庙号世祖，朝鮮加諡曰惠莊承天体道烈文英武至德隆功圣神明睿钦肃仁孝大王。與貞熹王后合葬於杨州郡光陵。

## 家庭

### 王后
| 稱號         | 生卒年         | 本貫 | 父母                              | 備註                         |
| ------------ | -------------- | ---- | --------------------------------- | ---------------------------- |
| 貞熹王后尹氏 | 1418年－1483年 | 坡平 | 坡平府院君尹璠 興寧府夫人仁川李氏 | 朝鮮首位垂簾聽政的大王大妃。 |

### 後宮
| 稱號     | 生卒年     | 本貫 | 父母 | 備註 |
| -------- | ---------- | ---- | ---- | --- |
| 謹嬪朴氏 | ？－？     | 善山 |      | 睿宗即位之初，由淑儀陞為貴人。成宗14年，進封嬪。朴氏生卒年不詳，但可以肯定的是她相當長壽，至少活到八十歲，直到燕山君時都還健在。                             |
| 昭容朴氏 |            |      |      | 據世祖實錄記載，德中曾生下一子，被封為昭容，後來因為意圖與李浚私通被處死，封號亦被剝奪。由於史書並未記載德中的姓氏，因此無法判斷昭容朴氏和德中是否為同一人。 |
| 內人德中 | ？－1465年 |      |      | 據世祖實錄記載，德中曾生下一子，被封為昭容，後來因為意圖與李浚私通被處死，封號亦被剝奪。由於史書並未記載德中的姓氏，因此無法判斷昭容朴氏和德中是否為同一人。 |

### 子女

#### 子
| 稱號                  | 名   | 生年 | 卒年 | 生母     | 配偶                                                     | 備註                                                              |
| --------------------- | ---- | ---- | ---- | -------- | -------------------------------------------------------- | ----------------------------------------------------------------- |
| 懿敬世子 （德宗大王） | 暲   | 1438 | 1457 | 貞熹王后 | 昭惠王后清州韓氏                                         | 嫡长子，第九代君主成宗李娎的生父。                                |
| 德源君                | 曙   | 1449 | 1498 | 謹嬪朴氏 | 林川郡夫人慶州金氏 鳳山郡夫人咸安尹氏 安城郡夫人淸州楊氏 |                                                                   |
| 睿宗大王              | 晄   | 1450 | 1469 | 貞熹王后 | 章順王后清州韓氏 安順王后清州韓氏                        | 初封海陽大君，在兄長過世後成為世子，最後繼承王位。朝鮮第8代君主。 |
| 昌原君                | 晟   | 1458 | 1484 | 謹嬪朴氏 | 德陽郡夫人交河盧氏 光城郡夫人光州鄭氏                    |                                                                   |
| 王子                  | 二更 | 1459 | 1463 | 昭容朴氏 | 無                                                       | 《璿源系譜紀略》無記載。                                          |

#### 女
| 稱號     | 名 | 生年 | 卒年 | 生母     | 配偶                               | 備註 |
| -------- | -- | ---- | ---- | -------- | ---------------------------------- | ---- |
| 懿淑公主 |    | 1441 | 1477 | 貞熹王后 | 河城府院君鄭顯祖（1440年－1504年） |      |

此外，根據朝鮮王朝末期野史《錦溪筆談》的說法，世祖還有一位女兒李世熺，但不見於任何正史的記載。

## 相關影視作品及飾演者
- 《大王世祖》：1970年電影，申榮均（朝鲜语：신영균 (기업인)） 飾。
- 《朝鮮王朝五百年》—《雪中梅（朝鲜语：설중매）》：1984年MBC電視劇，南聖祐（朝鲜语：남성우 (성우)） 飾。
- 《破天舞（朝鲜语：파천무）》：1990年KBS電視劇，刘東根 飾。
- 《韓明澮》：1994年KBS電視劇，徐仁錫 飾。
- 《王與妃》：1998年KBS電視劇，林東眞（朝鲜语：임동진） 飾。
- 《王和我》：2007年SBS電視劇，金秉世 飾。
- 《大王世宗》：2008年KBS電視劇，徐俊英 飾。
- 《公主的男人》：2011年KBS電視劇，金永哲 飾。
- 《仁粹大妃》：2011年JTBC電視劇，金英浩 飾。
- 《觀相》：2013年電影，李政宰 飾。
- 《淘氣鬼偵探第二季》：2018年網路劇，宮殿哀史推理工房 （《雲英傳》）即描述其與安平大君之間的歷史。
- 《戲子們：傳聞操縱團（朝鲜语：광대들: 풍문조작단）》：2019年電影，朴喜洵 飾。

## 附註
1. ↑  今京畿道南楊州市榛接邑富坪里247番地，史蹟：第197號
2. ↑  .   [2011-12-16]. （原始内容存档于2021-04-10）.
3. ↑  .   [2011-12-15]. （原始内容存档于2021-03-12）.
4. ↑  .   [2011-12-15]. （原始内容存档于2021-07-01）.
5. ↑  河城尉鄭顯祖公主附記
6. ↑  鄭顯祖墓碣

## 參看
- 勳舊派
- 《經國大典》

| 朝鲜世祖        |                            |                                    |
| 前任： 朝鮮端宗 | 朝鲜王朝國王 1455年—1468年 | 繼任： 朝鲜睿宗                    |
| 前任： 朝鲜端宗 | 朝鲜王朝太上王 1468年      | 空缺下一位持有相同頭銜者：朝鮮中宗 |